# Avià
Avià – gmina w Hiszpanii, w prowincji Barcelona, w Katalonii, o powierzchni 27,16 km². W 2011 roku gmina liczyła 2259 mieszkańców.